# کاچالکند
کاچالکند (به لاتین: Kachalkent) یک منطقهٔ مسکونی در روسیه است که در داغستان واقع شده‌است.